# Boston Globe-Horn Book Award
Le Boston Globe–Horn Book Awards a été attribué pour la première fois en 1967 par le Boston Globe et le Horn Book Magazine.  Il s'agit d'une des récompenses les plus prestigieuses aux États-Unis dans le domaine de la littérature d'enfance et de jeunesse. Des récompenses sont attribuées dans les catégories livre illustré, fiction et poésie, littérature non-romanesque. 